# Jesse Smith (cestista)
Jesse Jay Smith (Mackay, 11 agosto 1982) è un ex cestista statunitense, professionista nella NBDL e in Europa.